# Ronny Liesche
Ronny Liesche (* 16. März 1979 in Meißen) ist ein deutscher Handballtrainer und ehemaliger Handballspieler.
Der 1,80 Meter große linke Außenspieler Liesche begann das Handballspielen beim SSV Lommatzsch und wechselte im Jugendbereich zum SC Magdeburg, mit dem er zweimal deutscher A-Jugend-Meister wurde. Anschließend spielte Liesche von 1998 bis 2000 beim Fermersleber SV 1895 e.V., von 2000 bis 2003 beim SC Magdeburg & SC Magdeburg II, die Saison 2003/2004 beim Stralsunder HV, von 2005 bis 2008 erneut beim SC Magdeburg & SC Magdeburg II und 2008/2009 beim HC Aschersleben.
Mit dem SC Magdeburg und dem Stralsunder HV spielte Liesche in der 1. Handball-Bundesliga.
Zur Saison 2011/2012 übernahm Ronny Liesche das Traineramt beim HC Aschersleben; aus beruflichen Gründen gab er den Trainerposten in Aschersleben zum 31. Dezember 2011 auf. In der Saison 2012/13 gab er ein kurzes Comeback beim SV Anhalt Bernburg. In der Saison 2013/2014 war er als Teammanager beim HSV Haldensleben tätig.